# Buxières-sur-Arce
Buxières-sur-Arce település Franciaországban, Aube megyében. Lakosainak száma 107 fő (2022. január 1.). Buxières-sur-Arce Bar-sur-Seine, Beurey, Chervey, Magnant és Ville-sur-Arce községekkel határos.

## Népesség
A település népessége az elmúlt években az alábbi módon változott:
| Lakosok száma | 136  | 138  | 149  | 154  | 149  | 126  | 121  | 119  | 115  | 107  |
|               | 1968 | 1982 | 1999 | 2006 | 2011 | 2015 | 2017 | 2018 | 2020 | 2022 |